# Flughafen Taiwan Taoyuan

i8
i11
i13
Der Internationale Flughafen Taiwan Taoyuan (chinesisch 臺灣桃園國際機場, Pinyin Táiwān Táoyuán Guójì Jīchǎng, IATA-Code: TPE, ICAO-Code: RCTP), kurz Flughafen TTY, ist der größte internationale Flughafen in Taiwan. Er liegt etwa 30 km westlich von Taipeh im Bezirk Dayuan der Stadt Taoyuan.
Er ist das wichtigste Drehkreuz für die Fluggesellschaften China Airlines und EVA Air. Der direkt in Taipeh gelegene Flughafen Taipeh-Songshan fertigt seit dem Bau des Flughafens Taiwan Taoyuan nur noch Flüge innerhalb Ostasiens (China, Japan und Südkorea) sowie Inlands- und Charterflüge ab.

## Geschichte
Der Flughafen wurde in den 1970er Jahren geplant und gebaut, da eine Erweiterung des im Stadtgebiet von Taipeh gelegenen Flughafens Songshan nicht möglich war. Das heutige Terminal I wurde am 21. Februar 1979 eröffnet. Wachsender Flugverkehr und die Ansiedlung der Eva Air 1991 machten eine Erweiterung notwendig. Am 29. Juli 2000 wurde das Terminal II für den Flughafen eröffnet. Zurzeit wird ein neues Terminal (III) geplant. Dieses dritte Terminal sollte bis etwa 2020[veraltet] fertiggestellt sein und die Kapazität des Flughafens auf bis zu 86 Millionen Passagiere jährlich steigern.
Bis 2006 trug der Flughafen den Namen Internationaler Flughafen Chiang Kai-shek, kurz Flughafen CKS (中正國際機場,  Zhōngzhèng Guójì Jīchǎng – „Zhongzheng internationaler Flughafen“) nach dem ehemaligen Präsidenten der Republik China Chiang Kai-shek, der sich im Verlauf seiner politischen Karriere den Namen Zhongzheng gab. Nach der nächstgelegenen Stadt wurde er auch Flughafen Taoyuan Zhongzheng (桃園中正機場,  Táoyuán Zhōngzhèng Jīchǎng) genannt.
Im September 2006 beschloss der Exekutiv-Yuan die Umbenennung in „Flughafen Taiwan Taoyuan“, ein Name, der bereits in der Planungsphase für den Flughafen vorgesehen war, aber politisch motiviert noch vor der Eröffnung durch den Namen Chiang Kai-sheks ersetzt wurde.
Auch nach der Umbenennung erscheint die alte Abkürzung CKS noch gelegentlich auf Flugplänen, Hinweisschildern sowie Bussen und Limousinen zum Flughafen.

## Verkehrsanbindung
Die Autobahn 2 führt zum Flughafen. Nach Taipeh und anderen Städten Taiwans verkehren regelmäßig Busse. Die 2017 eröffnete Flughafenlinie der Taoyuan Metro verbindet den Flughafen mit dem Zentrum Taipehs. Die Fahrtzeit zwischen Flughafen und Hauptbahnhof Taipeh beträgt mit dem Express-Zug etwa 36 Minuten. Die nahegelegene Station Taoyuan der Taiwan High Speed Rail kann ebenfalls mit der Metro erreicht werden. Der Flughafen kann als Transitflughafen genutzt werden, beim Verlassen des Transitbereiches ist eine Einreise und spätere Wiederausreise aus der Republik China auf Taiwan nötig.

## Terminals
Der Flughafen verfügt über zwei Terminals, Terminal I und Terminal II. Ein drittes Terminal befindet sich im Bau und soll spätestens im Jahr 2026 fertiggestellt sein.

## Ausbau

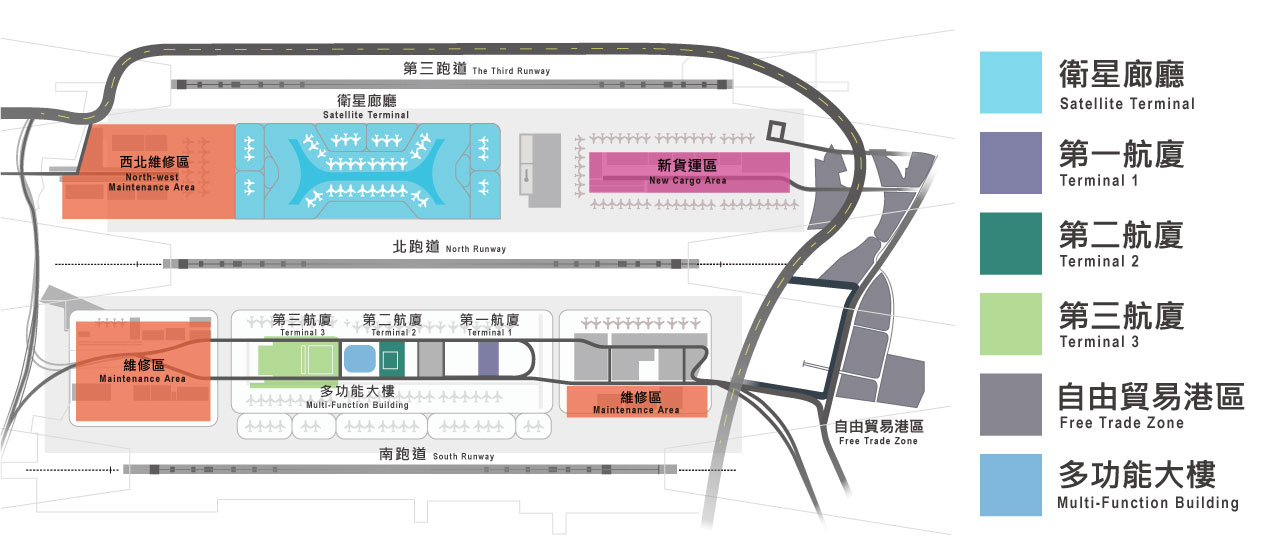
Geplantes zukünftiges Layout

Zusätzlich zum momentan im Bau befindlichen Terminal 3 soll ein weiteres Terminal und eine dritte Start- und Landebahn gebaut werden.

## Verkehrszahlen
| Jahr | Flugbe- wegungen | Passagiere (in 1000) | Fracht (in t) |
| ---- | ---------------- | -------------------- | ------------- |
| 1981 | 35.202           | 4.714                | 215.153       |
| 1991 | 62.080           | 10.614               | 634.390       |
| 2001 | 123.916          | 18.461               | 1.189.874     |
| 2007 | 160.120          | 23.426               | 1.605.681     |
| 2008 | 145.993          | 21.936               | 1.493.120     |
| 2009 | 139.399          | 23.293               | 1.654.213     |
| 2010 | 156.036          | 26.749               | 2.230.097     |
| 2011 | 163.200          | 26.414               | 2.064.194     |
| 2012 | 180.761          | 29.270               | 1.981.807     |
| 2013 | 194.239          | 32.214               | 1.967.170     |
| 2014 | 208.874          | 35.804               | 2.088.727     |
| 2015 | 221.191          | 38.473               | 2.021.865     |
| 2016 | 244.464          | 42.296               | 2.097.228     |
| 2017 | 246.104          | 44.878               | 2.269.585     |
| 2018 | 256.069          | 46.535               | 2.322.820     |
| 2019 | 265.625          | 48.689               | 1.978.105     |
| 2020 |                  |                      |               |

## Zwischenfälle
- Am 11. September 1979 stürzte eine Boeing 707-324C der China Airlines (Luftfahrzeugkennzeichen B-1834) kurz nach dem Start vom Flughafen Taipei-Chiang Kai-shek ins Meer. Unter den sechs Menschen an Bord des Trainingsfluges gab es keine Überlebenden (siehe auch Flugunfall einer Boeing 707 der China Airlines 1979).[11]

- Am 16. Februar 1998 geriet ein Airbus A300-622R der China Airlines (B-1814) beim Durchstarten am Flughafen Taipei-Chiang Kai-shek in einen Strömungsabriss und stürzte in ein Wohngebiet. Alle 196 Insassen, die auf dem Weg vom Ngurah Rai International Airport auf Bali waren, sowie sieben Personen am Boden starben (siehe China-Airlines-Flug 676).[12][13]

- Am 31. Oktober 2000 kam es beim Start einer Boeing 747 der Singapore Airlines (9V-SPK) vom Flughafen Taipei-Chiang Kai-shek zu einem Unfall mit mehreren Baufahrzeugen. Die Startbahn 05R war aufgrund von Bauarbeiten gesperrt, weshalb zum Start die Startbahn 05L zugewiesen wurde. Die Maschine bog jedoch auf die Startbahn 05R ein, statt dem Taxiway noch ein Stück weiter bis zur richtigen Startbahn zu folgen. Aufgrund der schlechten Sicht konnten die Piloten zwei dort befindliche Schaufellader nicht erkennen; das startende Flugzeug riss diese mit. Die Maschine hob kurz ab und stürzte dann wieder zu Boden. Von den 179 Personen an Bord kamen 83 ums Leben (siehe auch Singapore-Airlines-Flug 006).[14]

- Am 25. Mai 2002 brach eine Boeing 747-209B der China Airlines (B-18255) auf dem Weg vom Flughafen Taipei-Chiang Kai-shek zum Hong Kong International Airport aufgrund von Materialermüdung infolge mangelnder Wartung auseinander. Alle 225 Menschen an Bord kamen ums Leben (siehe auch China-Airlines-Flug 611).[15]